# Enverisme
Vous pouvez aider à l'améliorer ou bien discuter des problèmes sur sa page de discussion.
- Certaines informations devraient être mieux reliées aux sources mentionnées dans la bibliographie ou les liens externes. Améliorez sa vérifiabilité en les associant par des références. (Marqué depuis août 2022)
- Il est orphelin : moins de trois articles lui sont liés. Aidez à ajouter des liens en plaçant le code [[Enverisme]] dans les articles relatifs au sujet. (Marqué depuis août 2022)

L'Enverisme peut désigner une action politique et une idéologie ainsi nommées d'après Ismaïl Enver (1881-1922), homme politique ottoman, et un des instigateurs du génocide arménien,. 
L'idéologie a ses fondements dans le mouvement politique des Jeunes-Turcs responsable des génocides arménien, assyrien et grec. Les adhérents à cette idéologie ont des idées anti-chrétiennes et nationalistes, et justifient ces génocides.
Cet enverisme faisant référence à Ismaïl Enver ne doit pas être confondu avec un autre enverisme, action politique et idéologie d'inspiration marxiste-léniniste, ainsi nommées d'après Enver Hoxha (1908-1985), homme politique qui a instauré un régime totalitaire en Albanie,.